# ابن آوى
ابن آوى (الجمع: بنات آوى) أو الشغبر أو الوَعْوَع أسماء تُطلَق على أي من الأنواع الثلاثة والتي تنتمي لفصيلة الكلبيّات والتي توجد في إفريقيا وآسيا.
يتشابه دور ابن آوى البيئي بدور ذئب البراري أو القيوط في أمريكا الشمالية، حيث يعتبر كل منهما قماماً (آكلاً للجيف) ومفترساً ثانوياً، حيث تساعده قوائمه الطويلة وأنيابه المعقوفة لصيد الطرائد الصغيرة من شاكلة الثدييات الصغيرة، والطيور، والزواحف.
تعتبر بنات آوى حيوانات سريعة وكثيرة التنقل والترحال حيث تقدر على العدو بسرعة 16 كلم في الساعة لفترةٍ ممتدّة من الزمن وذلك بسبب عظام قوائمها الطويلة والمبطّنة، كما أن بنات آوى حيوانات ليليّة تنشط في فترتيّ المساء والفجر.
تعيش بنات آوى في أزواج، ولكل زوجٍ منطقتهما الخاصّة التي يدافعان عنها ضدّ الدخلاء عبر مطاردة أي منافس لهما بالإضافة إلى تعليم الحوز بالبول والبراز، وقد يكون الحوز كبيراً لدرجة تسمح للجراء اليافعة بالبقاء فيه حتى حين سيطرتهم على حوز خاص بهم.
تتجمّع بنات آوى في قطعان صغيرة في بعض الأحيان لتقمم جيفة كبيرة مثلاً، ولكنها عادةً ما تصطاد وحدها أو في أزواج.
تعتبر بنات آوى قريبة الصلة بشكل وبتصرفات الكلبيّات البدائيّة، وبالرغم من تشابه الفصائل الأربعة بشكلٍ كبير من حيث الشكل الخارجيّ، إلا أنها لا تعتبر قريبة الصلة ببعضها، فإبن آوى الحبشيّ هو في الواقع ذئب يظهر عليه شكل ثعلب، أو ابن آوى ضخم ولعلّ ذلك يعود إلى سبب إتباعه حمية شبيهة بحمية الثعالب وبنات آوى (القوارض الصغيرة)، ويعتقد أن بنات آوى «الأصيلة» الأخرى انفصلت كأنواع منفردة منذ 6 ملايين سنة مضت حيث يعتقد أن ابن آوى الذهبيّ تطوّر في آسيا بينما تطوّر النوعان الآخران في أفريقيا.
تعتبر بنات آوى من الحيوانات المألوف رؤيتها في رحلات الحياة البريّة (السفاري)، وهي كثيرة الترحال، وهي تتواجد خارج المنتزهات الوطنيّة في كثير من الأحيان وفي الأراضي الزراعيّة وحتّى القرى والمستوطنات البشريّة.

## التسمية
من الخطأ جمع ابن آوى بأبناء آوى فالصحيح هو أن يجمع ابن آوى إلى بنات آوى لأن آوى غير عاقل وسبق بابن لذا وجب جمعه جمع مؤنث وكذلك الحال مع ذو، مثلاً ذو الحجة تجمع ذوات الحجة.

## أنواع ابن آوى
- ابن آوى الذهبي (ابن آوى المألوف أو الآسيويّ)
- ابن آوى مخطط الجانبين
- ابن آوى الأسود الظهر
- ابن آوى القردي

## وجوده في السعودية
يوجد في مناطق قليلة من السعودية كما ذكر سكان المناطق وخاصة المنطقة الشرقية كالهفوف والقطيف وحائل والجوف وأعداد قليلة ومناطق انتشاره محدودة ولا توجد دراسات عن وضعه الراهن.[ما هي؟]